# عثمان بن مظعون
أَبُو السَّائِبِ عُثْمَانُ بْنُ مَظْعُونٍ الجُمَحِيُّ (المتوفى في شعبان سنة 3 هـ) صحابي بدري من السابقين إلى الإسلام، وهو أول المهاجرين وفاةً في المدينة، وأول من دفن في بقيع الغرقد.

## سيرته
كان أبو السائب عثمان بن مظعون بن حبيب بن وهب بن حذافة بن جمح القرشي واحدًا من السابقين إلى الإسلام حيث أسلم بعد ثلاثة عشر رجلاً، هو وعبيدة بن الحارث بن المطلب وعبد الرحمن بن عوف وأبو سلمة بن عبد الأسد وأبو عبيدة بن الجراح في ساعة واحدة قبل دخول النبي محمد دار الأرقم ليدعو فيها. وعثمان بن مظعون هو أخو الصحابيين عبد الله وقدامة ابني مظعون، والصحابية زينب بنت مظعون زوجة عمر بن الخطاب، وخال عبد الله بن عمر وحفصة بنت عمر، وأمه سخيلة بنت العنبس بن وهبان بن وهب بن حذافة بن جمح.
هاجر عثمان مع ابنه السائب الهجرتين إلى الحبشة، ثم عاد إلى مكة عندما بلغه أن قريشًا أسلمت رجعوا، ودخل عثمان في جوار الوليد بن المغيرة ثم ردّ عليه جواره. ثم هاجر عثمان إلى يثرب، وآخى بينه وأبي الهيثم بن التيهان. وقد شهد عثمان بن مظعون مع النبي محمد غزوة بدر.
كان عثمان بن مظعون من أشد الناس اجتهادًا في العبادة، يصوم النهار ويقوم الليل، ويجتنب الشهوات، ويعتزل النساء، واستأذن النبي محمد في التبتل والاختصاء، فنهاه عن ذلك، وقال له النبي: «أليس لك فيّ أسوة حسنة، فأنا آتي النساء، وآكل اللحم وأصوم وأفطر. إن خصاء أمتي الصيام، وليس من أمتي من اختصى أو خصى». كما كان ابن مظعون ممن حرّم الخمر على نفسه في الجاهلية.

## وفاته
توفي عثمان بن مظعون في المدينة المنورة في شعبان سنة 3 هـ، وهو أول المهاجرين وفاةً بالمدينة، وأول من دُفن ببقيع الغرقد، وقد ترك من الولد عبد الرحمن والسائب وأمهما خولة بنت حكيم السُلمية. أما صفته، فقد كان شديد الأدمة، كبير اللحية عريضها، ليس بالقصير ولا بالطويل.
ورُوى أنه لمّا مات دخل عليه النبي محمد فقبَّله، وقال: «رَحِمَكَ اللَّهُ يَا عُثْمَانُ، مَا أَصَبْتَ مِنَ الدُّنْيَا وَلا أَصَابَتْ مِنْكَ.»عن عائشةَ ، قالت : رأيتُ رسولَ اللَّهِ صلَّى اللَّهُ علَيهِ وسلَّمَ يُقبِّلُ عُثمانَ بنَ مَظعونٍ وَهوَ مَيِّتٌ ، حتَّى رأيتُ الدُّموعَ تسيلُ. ورأت زوجته أم العلاء في منامها عينًا تجري له؛ فذكرت ذلك للنبي فقال: «ذَاكَ عَمَلُهُ»، ورثته زوجته فقالت: